# Hefra
Warszawska Fabryka Platerów Hefra Sp. z o.o. − polskie przedsiębiorstwo z siedzibą w Legnicy produkujące sztućce i galanterię stołową.

## Historia
Historia przedsiębiorstwa sięga roku 1824 kiedy to w Warszawie rozpoczęła działalność Fabryka Wyrobów Srebrnych i Platerowanych J. Fraget. W 1856 byli pracownicy Frageta założyli w Warszawie  konkurencyjne przedsiębiorstwo − Fabrykę Wyrobów Platerowanych Bracia Henneberg. W 1938 zakład Frageta zatrudniał 281, a Braci Hennberg – 219 osób. 
W 1945 grupy pracowników obu przedwojennych przedsiębiorstw, których zakłady produkcyjne zostały w dużym stopniu zniszczone w czasie II wojny światowej, przystąpiły do ich odbudowy. Oba zostały jednak znacjonalizowane i zarządzanie nimi przejęło państwo. 1 stycznia 1965 (według innego źródła w 1951) przedwojenni konkurenci zostali połączeni w jedno przedsiębiorstwo państwowe pod firmą Warszawska Fabryka Platerów Hefra. Nazwa powstała z połączenia pierwszych liter nazwisk założycieli, Henneberga i Frageta. W czasach PRL Hefra konkurowała z Gerlachem. Niektóre jej wyroby uzyskały znak jakości Q. W latach 80 XX wieku oryginalne wyroby Hefry były poszukiwane a przed sklepami firmowym przedsiębiorstwa w Warszawie przy ulicach Ogrodowej i Jana Kazimierza ustawiały się kolejki. 
W czasie transformacji systemowej w Polsce na początku lat 90. przedsiębiorstwo podupadło; musiało m.in. konkurować z tanimi wyrobami z Chin. Zostało sprywatyzowane na podstawie ustawy o prywatyzacji przedsiębiorstw państwowych. W 2001 powstała Warszawska Fabryka Platerów Hefra Spółka Akcyjna. W 2002 właściciel spółki połączył ją z Fabryką Nakryć Stołowych Lefana Sp. z o.o. w Legnicy i przeniósł tam produkcję.
Pomimo zmiany siedziby na Legnicę Hefra nadal funkcjonuje pod „warszawską” nazwą. W 2024 roku został przekształcona ze spółki akcyjnej w spółkę z ograniczoną odpowiedzialnością. 

## Wyroby
Spółka produkuje luksusowe wyroby, zarówno srebrne, jak i platerowane. Wykorzystuje m.in. wzory wyrobów produkowanych jeszcze w XIX wieku. Sztućce są wykonywane ręcznie. 
Klientami Hefry, oprócz osób indywidualnych, są m.in. hotele oraz instytucje, takie jak Kancelaria Prezydenta Rzeczypospolitej Polskiej i Kancelaria Prezesa Rady Ministrów. Na Międzynarodowych Targach Poznańskich sztućce platerowane Hefry były wielokrotnie wyróżniane i zdobyły w sumie dwa złote oraz pięć srebrnych medali.